# Flughafen Formosa

i7
i11
i13
Der Flughafen Formosa (offiziell: Aeropuerto Internacional de Formosa) ist ein argentinischer Flughafen nahe der Stadt Formosa in der gleichnamigen Provinz. Der Flughafen existiert seit 1968. Seit 1999 wird der Flughafen von Aeropuertos Argentinas 2000 betrieben. Es werden regelmäßig Flüge nach Buenos Aires angeboten.

## Fluggesellschaften und Flugziele
| Fluggesellschaften    | Ziele                      |
| --------------------- | -------------------------- |
| Aerolineas Argentinas | Buenos Aires-Jorge Newbery |
| Quellen:              |                            |